# Johan Henrik Heidenstrauch
Johan Henrik Heidenstrauch, född 1776, död 1847, var en finländsk köpman, skeppsredare och kommerseråd. Heidenstrauch var en av de viktigaste och rikaste skeppsredarna i Helsingfors under 1800-talets första hälft. Han handlade med livsmedel i hamnstäderna vid Östersjön. Numera är Heidenstrauch mest känd för byggnaderna han byggde på Esplanaden i Helsingfors.
Efter Freden i Åbo flyttade Johan Henriks farfar från Villmanstrand till Helsingfors. Efter genomgången trivialskola började Johan Henrik arbeta i sin far Petter Heidenstrauchs handelshus. I augusti 1814 fick han borgarrättigheter och svor följande år borgareden. Han köpte varven på Blekholmen och Knekten (se Sumparn). Han ägde många skutor och magasin bl.a. på Skatudden, hälften av en såg och en gård i Mäntsälä. Vid det kejserliga besöket 1819 fick han hederstiteln kommerseråd.
Tillsammans med sin yngre bror Gabriel (1743-1847) köpte han saltmagasinen vid Salutorget. På platsen byggde de ett ståtligt handelshus. Det inlöstes 1837 för 170 000 rubel. Under arkitekt Carl Ludvig Engels ledning omvandlades huset till kejserligt palats. Också grannhuset uppfördes av släkten. Det ombyggdes senare till Sveriges ambassad.
J.H. Heidenstrauch förblev ogift.